# کوخ‌نشینان
کوخ‌نشینان (انگلیسی: Cliff Dwellers) یک نقاشی رنگ روغن در ابعاد ۱۰۲ سانتی‌متر در ۱۰۷ سانتی‌متر از جرج بلوز نقاش رئالیست آمریکایی است که سال ۱۹۱۳ کشیده شد. اثر نمایی از محلهٔ لوور ایست ساید نیویورک را در اوایل سده ۲۰ میلادی و سرشار از مهاجران و تازه‌واردان به تصویر کشیده‌است.
این نخستین نقاشی خریداری‌شده توسط موزه هنر شهرستان لس‌آنجلس بود و تاکنون در مالکیت همان موزه قرار دارد.